# منتخب جبل طارق لكرة الصالات
منتخب جبل طارق لكرة الصالات  هو ممثل جبل طارق الرسمي في المنافسات الدولية في كرة الصالات .